# Elsianus shoemaker
Elsianus shoemaker är en skalbaggsart som beskrevs av Brown 1971. Elsianus shoemaker ingår i släktet Elsianus och familjen bäckbaggar. Inga underarter finns listade i Catalogue of Life.